# Marne (pétrolier-ravitailleur)
 (juin 2013).
Si vous disposez d'ouvrages ou d'articles de référence ou si vous connaissez des sites web de qualité traitant du thème abordé ici, merci de compléter l'article en donnant les références utiles à sa vérifiabilité et en les liant à la section « Notes et références ».
Pour les articles homonymes, voir Marne.
La Marne  est un des cinq pétroliers ravitailleurs de classe Durance de la Marine nationale française, en service depuis 1987.

## Historique et missions
Mis sur cale le 4 août 1982 et lancé à Brest le 2 février 1985, le pétrolier ravitailleur (PR) Marne a été admis en service actif le 16 janvier 1987 avec pour indicatif visuel A630.
Il a participé à la Mission Corymbe, un dispositif naval visant à assurer la présence permanente d'un bâtiment dans le Golfe de Guinée et au large des côtes d'Afrique de l'Ouest.
En mai 2023, il a effectué son dernier ravitaillement à la mer, avant d'être retiré du service actif. Le bateau quitte officiellement le service actif le 20 octobre 2023.